# Hansenomysis falklandica
Hansenomysis falklandica är en kräftdjursart som beskrevs av O. Tattersall 1955. Hansenomysis falklandica ingår i släktet Hansenomysis och familjen Petalophthalmidae. Inga underarter finns listade i Catalogue of Life.